# Municipio de Pilot Grove (Iowa)
El municipio de Pilot Grove (en inglés: Pilot Grove Township) es un municipio ubicado en el condado de Montgomery en el estado estadounidense de Iowa. En el año 2010 tenía una población de 191 habitantes y una densidad poblacional de 2,08 personas por km².

## Geografía
El municipio de Pilot Grove se encuentra ubicado en las coordenadas 41°6′47″N 95°5′41″O / 41.11306, -95.09472. Según la Oficina del Censo de los Estados Unidos, el municipio tiene una superficie total de 91.85 km², de la cual 91,81 km² corresponden a tierra firme y (0,04 %) 0,04 km² es agua.

## Demografía
Según el censo de 2010, había 191 personas residiendo en el municipio de Pilot Grove. La densidad de población era de 2,08 hab./km². De los 191 habitantes, el municipio de Pilot Grove estaba compuesto por el 99,48 % blancos, el 0,52 % eran asiáticos. Del total de la población el 0 % eran hispanos o latinos de cualquier raza.